# Liste der Naturdenkmale in Rheinsberg
Die Liste der Naturdenkmale in Rheinsberg nennt die Naturdenkmale in Rheinsberg im Landkreis Ostprignitz-Ruppin in Brandenburg, welche durch Rechtsverordnung geschützt sind. Naturdenkmale sind Einzelschöpfungen der Natur, deren Erhaltung wegen ihrer hervorragenden Schönheit, Seltenheit oder Eigenart oder ihrer ökologischen, wissenschaftlichen, geschichtlichen, volks- oder heimatkundlichen Bedeutung im öffentlichen Interesse liegt. Grundlage ist das Geoportal des Landkreises.
In den Spalten befinden sich folgende Informationen:
- Nr.: Identifizierungsnummer nach veröffentlichter Liste. Sie wird von der unteren Naturschutzbehörde des Landkreises oder der kreisfreien Stadt vergeben. Wenn sie bekannt ist, wird sie angegeben. In dieser Spalte kann sich zusätzlich das Wort Wikidata befinden, der entsprechende Link führt zu Angaben zu diesem Naturdenkmal bei Wikidata.
- Bezeichnung: Benennung des Naturdenkmals, in der Regel wird bei Bäume die Baumart genannt. Bekannte Eigennamen werden mit angegeben.
- Gemarkung: Ort oder Gemarkung, in der sich das Naturdenkmal befindet
- Lage: Nennt die Lage des Naturdenkmals im jeweiligen Ortsteil und die geografischen Koordinaten des Naturdenkmals. Link zu einem Kartenansichtstool, um Koordinaten zu setzen. In der Kartenansicht sind Naturdenkmale ohne Koordinaten mit einem roten beziehungsweise orangen Marker dargestellt und können in der Karte gesetzt werden. Denkmale ohne Bild sind mit einem blauen bzw. roten Marker gekennzeichnet, Denkmale mit Bild mit einem grünen beziehungsweise orangen Marker.
- Beschreibung: die Beschreibung des Naturdenkmales
- Schutzzweck: Erläutert den Grund der Unterschutzstellung
- Bild: Zeigt ein Bild des Naturdenkmales und gegebenenfalls ein Link zu weiteren Fotos im Medienarchiv Wikimedia Commons

## Rheinsberg
| Bild                           | Bezeichnung                  | Lage                                                                                        | Beschreibung                                                                            | Schutzzweck                                                            | Nummer |
| ------------------------------ | ---------------------------- | ------------------------------------------------------------------------------------------- | --------------------------------------------------------------------------------------- | ---------------------------------------------------------------------- | ------ |
| Fotos hochladen                | Eiche (Quercus sp.)          | Dorf Zechlin, Anger (53° 8′ 19″ N, 12° 46′ 54,9″ O)                                         | Unterschutzstellung 1978                                                                |                                                                        |        |
| BW                             | Eiche (Quercus sp.)          | Flecken Zechlin, Am Markt (bei der Kirche) (53° 9′ 29,2″ N, 12° 46′ 6,9″ O)                 | Unterschutzstellung 1978                                                                |                                                                        |        |
| BW                             | Hainbuche (Carpinus betulus) | Flecken Zechlin, auf dem Friedhof (53° 9′ 47,2″ N, 12° 45′ 38″ O)                           | Unterschutzstellung 2001. Hainbuche (Carpinus betulus) auf dem Friedhof neben der Mauer | Erhaltung und Pflege eines Baumes mit besonderer Wuchsform des Stammes | 3      |
| BW                             | Linde (Tilia sp.)            | Großzerlang, Dorfstraße 16 (53° 11′ 17″ N, 12° 56′ 52,3″ O)                                 | Unterschutzstellung 1978                                                                |                                                                        |        |
| Fotos hochladen                | Ahorn (Acer sp.)             | Großzerlang, auf dem Friedhof (53° 11′ 18,3″ N, 12° 56′ 56″ O)                              | Unterschutzstellung 1978                                                                |                                                                        |        |
| BW                             | Eiche (Quercus sp.)          | Großzerlang, auf dem Friedhof (53° 11′ 17,7″ N, 12° 56′ 57,1″ O)                            | Unterschutzstellung 1978                                                                |                                                                        |        |
| BW                             | Eiche (Quercus sp.)          | Großzerlang, auf dem Friedhof (53° 11′ 17,3″ N, 12° 56′ 56,9″ O)                            | Unterschutzstellung 1978                                                                |                                                                        |        |
| BW                             | Eiche (Quercus sp.)          | Kleinzerlang, vor Dorfstraße 61 (ehemaliges Schulzenamt) (53° 11′ 11,9″ N, 12° 54′ 48,4″ O) | Unterschutzstellung 1939, 1978                                                          |                                                                        |        |
| Weitere Bilder Fotos hochladen | Eiche (Quercus sp.)          | Rheinsberg, Markt (53° 5′ 59,9″ N, 12° 53′ 28,1″ O)                                         | Unterschutzstellung 1978                                                                |                                                                        |        |
| BW                             | Linde (Tilia sp.)            | Schwanow, Schwanower Dorfstraße 44 (53° 2′ 17,2″ N, 12° 51′ 33,7″ O)                        | Unterschutzstellung 1978                                                                |                                                                        |        |
| BW                             | Eiche (Quercus sp.)          | Zechlinerhütte, Zechliner Straße, an der Jagowbrücke (53° 9′ 22,7″ N, 12° 52′ 14,6″ O)      | Unterschutzstellung 1937, 1978                                                          |                                                                        |        |